# A Sentimental Journey (альбом Мэриэн и Джимми Макпартлэндов)
A Sentimental Journey — сборник супругов Макпартлэндов, пианистки Мэриэн и корнетиста Джимми, выпущенный в 1994 году на лейбле The Jazz Alliance. Содержит концертные записи 1972—1973 годов.

## Отзывы критиков
| Оценки критиков                            | Оценки критиков |
| Источник                                   | Оценка          |
| ------------------------------------------ | --------------- |
| AllMusic                                   | [ 1 ]           |
| The Encyclopedia of Popular Music          | [ 2 ]           |
| MusicHound Jazz: The Essential Album Guide | [ 3 ]           |
| The Rolling Stone Jazz & Blues Album Guide | [ 4 ]           |

Скотт Яноу в рецензии AllMusic заявил, что альбом содержит лучшие записи Джимми Макпартлэнда позднего периода: «корнетист с энтузиазмом и силой исполняет стандарты диксиленда и свинга, иногда подпевая и явно наслаждаясь процессом». Он рекомендовал пластинку всем любителям традиционной музыки.

## Список композиций
1. «Royal Garden Blues» — 4:43
2. «Sentimental Journey» — 7:39
3. «Blue Prelude» — 5:59
4. «Dinah» — 3:45
5. «Basin Street Blues» — 7:53
6. «When You Wish Upon a Star» — 4:14
7. «Avalon» — 5:26
8. «Perdido» — 7:03
9. «Willow Weep for Me» — 5:18
10. «I’m Gonna Sit Right Down and Write Myself a Letter» — 4:49
11. «Polka Dots and Moonbeams» — 6:03
12. «Wolverine Blues» — 4:07

## Участники записи
- Джимми Макпартлэнд — корнет, вокал
- Мэриан Макпартлэнд — фортепиано
- Расти Гилдер — бас
- Джек Маэу — кларнет
- Бадди Тейт — саксофон
- Вик Дикенсон — тромбон
- Хэнк Бергер — тромбон, банджо
- Ларри Белл — ударные
- Гас Джонсон — ударные
- Майк Бергентон — ударные

Все данные взяты из примечаний к альбому.